# Zavratnik
Zavratnik je priimek več znanih Slovencev:
- Adolf Zavratnik (1882—1924), industriálec
- Danijel Zavratnik, fotograf
- Peter Zavratnik (1901—1967), profesor